# 臥蛇島
臥蛇島（日语：／ Gaja-jima）是吐噶喇群島中的一個島嶼，位於中之島以西約28公里處，是一個無人島。
行政區劃上，屬於日本鹿兒島縣鹿兒島郡十島村。原有人居住，自1970年（昭和45年）全部遷出，如今已是無人島。